# El Aouinet
El Aouinet är en ort i Algeriet.   Den ligger i provinsen Oum El Bouaghi, i den nordöstra delen av landet, 400 km öster om huvudstaden Alger. El Aouinet ligger 653 meter över havet och antalet invånare är 32 971.
Terrängen runt El Aouinet är platt åt nordost, men åt sydväst är den kuperad.Runt El Aouinet är det ganska tätbefolkat, med 78 invånare per kvadratkilometer. Det finns inga andra samhällen i närheten. Omgivningarna runt El Aouinet är i huvudsak ett öppet busklandskap.